# Палецкий сельсовет (Новосибирская область)
Палецкий сельсовет — сельское поселение в Баганском районе Новосибирской области Российской Федерации.
Административный центр — село Палецкое.

## История
Статус и границы сельского поселения установлены Законом Новосибирской области от 2 июня 2004 года № 200-ОЗ «О статусе и границах муниципальных образований Новосибирской области»

## Население
| 2002  | 2010  | 2012  | 2013  | 2014  | 2015  | 2016  |
| ----- | ----- | ----- | ----- | ----- | ----- | ----- |
| 2434  | ↘2043 | ↘2023 | ↘2013 | ↘1993 | ↘1980 | ↘1956 |
| 2017  | 2018  | 2019  | 2020  | 2021  |       |       |
| ↘1950 | ↗1964 | ↘1900 | ↘1798 | ↘1774 |       |       |

## Состав сельского поселения
| № | Населённый пункт | Тип населённого пункта       | Население |
| - | ---------------- | ---------------------------- | --------- |
| 1 | Большие Луки     | село                         | ↘206      |
| 2 | Владимировка     | село                         | ↘199      |
| 3 | Красный Остров   | село                         | ↘118      |
| 4 | Лепокурово       | село                         | ↘637      |
| 5 | Осинники         | село                         | ↘146      |
| 6 | Палецкое         | село, административный центр | ↘737      |

### Упразднённые населённые пункты
- Родькино — упразднённая в 1963 году деревня.
- Ясный Луч —  упразднённый в 1971 году посёлок.